# Uranospatita
La uranospatita és un mineral de la classe dels fosfats. Rep el seu nom en al·lusió a la seva composició, que conté urani més el terme σπάθη, del grec spathe, o espasa d'ampla fulla, en al·lusió al seu hàbit comú.

## Característiques
La uranospatita és un fosfat de fórmula química (Al,☐)(UO₂)₂(PO₄)₂F·20(H₂O,F). Cristal·litza en el sistema ortoròmbic. La seva duresa a l'escala de Mohs es troba entre 2 i 2,5. És l'anàleg amb fòsfor de l'arsenuranospatita, del qual és isostructural.
Segons la classificació de Nickel-Strunz, la uranospatita pertany a «08.EB: Uranil fosfats i arsenats, amb ràtio UO₂:RO₄ = 1:1» juntament amb els següents minerals: autunita, heinrichita, kahlerita, novačekita-I, saleeïta, torbernita, uranocircita, uranospinita, xiangjiangita, zeunerita, metarauchita, rauchita, bassetita, lehnerita, metaautunita, metasaleeïta, metauranocircita, metauranospinita, metaheinrichita, metakahlerita, metakirchheimerita, metanovačekita, metatorbernita, metazeunerita, przhevalskita, meta-lodevita, abernathyita, chernikovita, meta-ankoleïta, natrouranospinita, trögerita, uramfita, uramarsita, threadgoldita, chistyakovaïta, arsenuranospatita, vochtenita, coconinoïta, ranunculita, triangulita, furongita i sabugalita.

## Formació i jaciments
És un mineral secundari poc comú que apareix en les zones oxidades dels dipòsits hidrotermals que contenen urani. Va ser descoberta l'any 1915 a Wheal Basset, Carn Brea (Cornualla, Anglaterra). Sol trobar-se associada a altres minerals com la bassetita.